# گرماب (قائنات)
گرماب روستایی در دهستان قائن بخش مرکزی شهرستان قائنات استان خراسان جنوبی ایران است. بر پایه سرشماری عمومی نفوس و مسکن در سال ۱۳۹۰ جمعیت این روستا ۸۷۵ نفر (در ۲۱۲ خانوار) بوده‌است.